# Parafia Niepokalanego Serca Najświętszej Maryi Panny w Marciszowie
Parafia Niepokalanego Serca Najświętszej Maryi Panny w Marciszowie – znajduje się w dekanacie Kamienna Góra Wschód w diecezji Legnickiej. Obsługiwana jest przez księży diecezjalnych. Jej proboszczem jest ks. Marcin Kaluta.

## Miejscowości należące do parafii
- Marciszów
- Pastewnik

## Proboszczowie po 1945 r.[1]
- 1. ks. Karol Żurawski[2] 1946 - 1949

- 2. ks. Aleksy Styczek 1949 - 1952

- 3. ks. Wiktor Józefowicz 1952 - 1955

- 4. ks. dr Eugeniusz Tomaszewski 1955 - 1957

- 5. ks. Edward Bober 1957 - 1970

- 6. ks. Jerzy Hazubski 1970 - 1981

- 7. ks. Tadeusz Czuchraj 1981 - 1996

- 8. ks. Zbigniew Jagielski 1996 - 2020

- 9. ks. Marcin Kaluta 2020 -

## Powołania po 1945 r.
- ks. Zdzisław Szmirski
- ks. Hubert Zabłocki
- s. Benedykta Pruś (felicjanka)
- s. Augustiana Kunicka (serafitka)